# NGC 5469
NGC 5469 ist eine 14,1 mag helle Linsenförmige Galaxie vom Hubble-Typ S0  im Sternbild Bärenhüter und 323 Millionen Lichtjahre von der Milchstraße entfernt.
Sie wurde im Jahr 1883 von Wilhelm Tempel entdeckt, der dabei notierte: „III 59 [= NGC 5482] is 9s preceeding, 2 1/2′ south of a faint star 11m; the nebula is small and has in its center a faint star with very little nebular matter. Following the star 11m, there is at 15s, parallel to it [the star or N5482?] a nice round nebula, III, without a faint star [in the center]. This nebula is also new“ Die genaue Position der Beobachtung ist nach Tempels Unterlagen jedoch nicht gesichert und wird wie folgt angegeben: entweder Rektaszension: 14/12/29.9; Deklination: +/08/38/52 oder Rektaszension: 14/06/24.2; Deklination +/09/26/12.